# Boston Marathon 2009

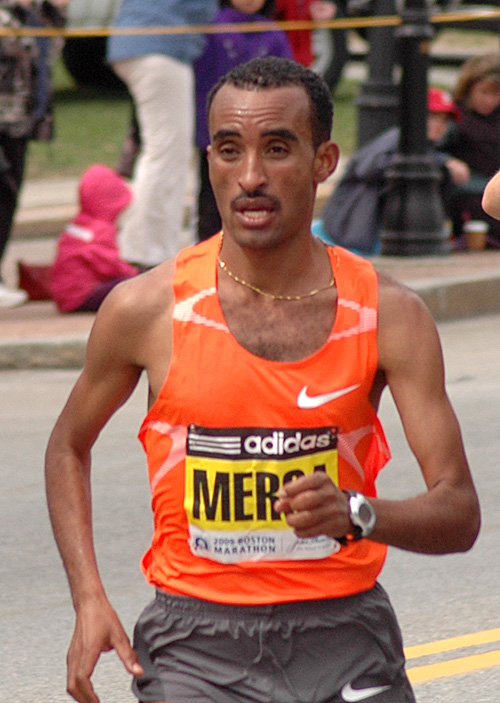
Deriba Merga op weg naar zijn overwinning.

De Boston Marathon 2009 vond plaats op maandag 20 april 2009. Het was de 113e editie van deze marathon.
Was in de drie voorafgaande afleveringen de overwinning steeds naar Kenia gegaan in de persoon van Robert Kipkoech Cheruiyot (nu vijfde), ditmaal was de hoogste eer weer eens weggelegd voor een Ethiopiër. Deriba Merga zegevierde in editie 2009 in een tijd van 2:08.42. Als beste Keniaan werd Daniel Rono tweede in 2:09.32, gevolgd door de Amerikaan Ryan Hall in 2:09.40.
Bij de vrouwen waren de rollen precies omgedraaid. Moest de winnares van vorig jaar Dire Tune uit Ethiopië hard sprinten om zich de Russin Alevtina Biktimirova van het lijf te houden, ditmaal legde zij het in opnieuw een felle eindsprint af tegen de Keniaanse Salina Kosgei. Kosgei finishte in 2:32.16, één seconde voor Tune, terwijl Kara Goucher derde werd in 2:32.25.

## Uitslagen

### Mannen
| rang   | naam                      | land | tijd    |
| ------ | ------------------------- | ---- | ------- |
| Goud   | Deriba Merga              | ETH  | 2:08.42 |
| Zilver | Daniel Rono               | KEN  | 2:09.32 |
| Brons  | Ryan Hall                 | USA  | 2:09.40 |
| 4      | Kebede Tekeste            | ETH  | 2:09.49 |
| 5      | Robert Kipkoech Cheruiyot | KEN  | 2:10.06 |
| 6      | Gashaw Asfaw              | ETH  | 2:10.44 |
| 7      | Solomon Molla             | ETH  | 2:12.02 |
| 8      | Evans Cheruiyot           | KEN  | 2:12.45 |
| 9      | Stephen Kiogora           | KEN  | 2:13.00 |
| 10     | Timothy Cherigat          | USA  | 2:13.04 |
| 11     | James Koskei              | KEN  | 2:14.52 |
| 12     | Andreev Grigoriy          | RUS  | 2:16.17 |
| 13     | Troop Lee                 | AUS  | 2:16.21 |
| 14     | Brian Sell                | USA  | 2:16.31 |
| 15     | Patrick Rizzo             | USA  | 2:17.05 |
| 16     | Luke Humphrey             | USA  | 2:18.48 |
| 17     | Sergio Reyes              | USA  | 2:19.22 |
| 18     | Todd Snyder               | USA  | 2:19.55 |
| 19     | Kyle O'Brien              | USA  | 2:20.55 |
| 20     | Gino Van Geyte            | BEL  | 2:22.00 |

### Vrouwen
| rang   | naam              | land | tijd    |
| ------ | ----------------- | ---- | ------- |
| Goud   | Salina Kosgei     | KEN  | 2:32.16 |
| Zilver | Dire Tune         | ETH  | 2:32.17 |
| Brons  | Kara Goucher      | USA  | 2:32.25 |
| 4      | Bezunesh Bekele   | ETH  | 2:33.08 |
| 5      | Helena Kirop      | KEN  | 2:33.24 |
| 6      | Lidia Grigorjeva  | RUS  | 2:34.20 |
| 7      | Atsede Habtamu    | ETH  | 2:35.34 |
| 8      | Colleen De Reuck  | USA  | 2:35.37 |
| 9      | Alice Timbilil    | KEN  | 2:36.25 |
| 10     | Alina Ivanova     | RUS  | 2:36.50 |
| 11     | Sheri Piers       | USA  | 2:37.04 |
| 12     | Elva Dryer        | USA  | 2:38.50 |
| 13     | Mary Akor         | USA  | 2:41.09 |
| 14     | Heidi Westerling  | USA  | 2:43.11 |
| 15     | Angelina Averkova | UKR  | 2:44.19 |

1897 ·
1898 ·
1899 ·
1900 ·
1901 ·
1902 ·
1903 ·
1904 ·
1905 ·
1906 ·
1907 ·
1908 ·
1909 ·
1910 ·
1911 ·
1912 ·
1913 ·
1914 ·
1915 ·
1916 ·
1917 ·
1918 ·
1919 ·
1920 ·
1921 ·
1922 ·
1923 ·
1924 ·
1925 ·
1926 ·
1927 ·
1928 ·
1929 ·
1930 ·
1931 ·
1932 ·
1933 ·
1934 ·
1935 ·
1936 ·
1937 ·
1938 ·
1939 ·
1940 ·
1941 ·
1942 ·
1943 ·
1944 ·
1945 ·
1946 ·
1947 ·
1948 ·
1949 ·
1950 ·
1951 ·
1952 ·
1953 ·
1954 ·
1955 ·
1956 ·
1957 ·
1958 ·
1959 ·
1960 ·
1961 ·
1962 ·
1963 ·
1964 ·
1965 ·
1966 ·
1967 ·
1968 ·
1969 ·
1970 ·
1971 ·
1972 ·
1973 ·
1974 ·
1975 ·
1976 ·
1977 ·
1978 ·
1979 ·
1980 ·
1981 ·
1982 ·
1983 ·
1984 ·
1985 ·
1986 ·
1987 ·
1988 ·
1989 ·
1990 ·
1991 ·
1992 ·
1993 ·
1994 ·
1995 ·
1996 ·
1997 ·
1998 ·
1999 ·
2000 ·
2001 ·
2002 ·
2003 ·
2004 ·
2005 ·
2006 ·
2007 ·
2008 ·
2009 ·
2010 ·
2011 ·
2012 ·
2013 ·
2014 ·
2015 ·
2016 ·
2017 ·
2018 ·
2019 ·
2020 ·
2021 ·
2022